# Alchemilla damianicensis
Alchemilla damianicensis es una especie de planta del género Alchemilla, perteneciente a la familia Rosaceae.

## Taxonomía
Alchemilla damianicensis fue descrita por Pawł. en 1953.

## Distribución
Se encuentra en el territorio de Bulgaria y en el noroeste de la península balcánica.